# روي سيلفا (لاعب كرة قدم مواليد 1996)
روي بيدرو أوليفيرا سيلفا (5 يونيو 1996 بلوروسا في البرتغال - ) هو لاعب كرة قدم برتغالي في مركز الدفاع. شارك مع منتخب البرتغال تحت 17 سنة لكرة القدم ومنتخب البرتغال تحت 18 سنة لكرة القدم. أما مع النوادي، فقد لعب مع نادي سانتا كلارا.

## وصلات خارجية
- هذه المقالة غير مرتبط بويكي بيانات